# Terebra bellanodosa
Terebra bellanodosa é uma espécie de gastrópode do gênero Terebra, pertencente a família Terebridae.